# Гайленд-Парк (Флорида)
Гайленд-Парк (англ. Highland Park) — селище (англ. village) в США, в окрузі Полк штату Флорида. Населення — 251 особа (2020).

## Географія
Гайленд-Парк розташований за координатами 27°51′44″ пн. ш. 81°33′59″ зх. д. / 27.86222° пн. ш. 81.56639° зх. д. (27.862227, -81.566430).  За даними Бюро перепису населення США в 2010 році селище мало площу 2,98 км², з яких 1,24 км² — суходіл та 1,74 км² — водойми.

## Демографія
Згідно з переписом 2010 року, у селищі мешкало 230 осіб у 103 домогосподарствах у складі 69 родин. Густота населення становила 77 осіб/км².  Було 159 помешкань (53/км²).
Расовий склад населення:
| - 91,3 % — білих - 3,0 % — чорних або афроамериканців - 3,0 % — осіб інших рас |

До двох чи більше рас належало 2,6 %. Частка іспаномовних становила 8,3 % від усіх жителів.
За віковим діапазоном населення розподілялося таким чином: 19,6 % — особи молодші 18 років, 52,6 % — особи у віці 18—64 років, 27,8 % — особи у віці 65 років та старші. Медіана віку мешканця становила 49,3 року. На 100 осіб жіночої статі у селищі припадало 81,1 чоловіків;  на 100 жінок у віці від 18 років та старших — 85,0 чоловіків також старших 18 років.
Середній дохід на одне домашнє господарство  становив 72 227 доларів США (медіана — 32 000), а середній дохід на одну сім'ю — 104 485 доларів (медіана — 73 750). За межею бідності перебувало 7,6 % осіб, у тому числі 9,0 % дітей у віці до 18 років та 6,0 % осіб у віці 65 років та старших.
Цивільне працевлаштоване населення становило 146 осіб. Основні галузі зайнятості: освіта, охорона здоров'я та соціальна допомога — 20,5 %, роздрібна торгівля — 19,2 %, публічна адміністрація — 19,2 %.